# De speelgoedspiegel
De speelgoedspiegel is het honderdtweeënnegentigste stripverhaal uit de reeks van Suske en Wiske. Het is geschreven en getekend door Paul Geerts.
Het werd gepubliceerd in De Standaard en Het Nieuwsblad van 1 oktober 1988 tot en met 9 februari 1989. De eerste albumuitgave in de Vierkleurenreeks was in april 1989, met albumnummer 219.

## Locaties
- België, café “het spiegelbeeld”, stadspark met vijver, vliegveld, Toi-land, speelgoedbedrijf

## Personages
- Suske, Wiske met Schanulleke, tante Sidonia, Lambik, Jerom, moeder Favorine, Lolli Poppi, de geheimzinnige man achter de schermen, kastelein, klanten van café, meneer De Groen, klanten restaurant, agenten, kinderen, Treesje (pop), poppen, gangsters, Pietje, bewaker, aannemers van feesten, knokploeg, ouders, medewerkers speelgoedbedrijf, politiecommissaris

## Uitvindingen
- de klankentapper

## Het verhaal
Lambik krijgt een bekeuring voor te snel rijden. Hij bezat zich in café “Het spiegelbeeld”, en besluit terug naar huis te lopen. Dan ziet hij een luchtballon en een kind in het kanaal. Lambik duikt in het water en haalt het meisje naar de kant, maar het blijkt een pop te zijn. 
Tante Sidonia vertelt Suske en Wiske dat ze de volgende dag gaat werken, ze heeft veel dingen op krediet gekocht en heeft nu dringend geld nodig. Ze wordt serveerster in een restaurant. Suske en Wiske zijn verdrietig. Als ze de volgende ochtend ontbijten, is tante Sidonia al vertrokken. Tante Sidonia heeft het razend druk met haar baan en belt Lambik, die bij de kinderen gaat kijken. Hij ontmoet kinderen op straat, die niet binnen kunnen komen omdat hun ouders werken. Dan ziet Lambik dat een meisje wordt lastiggevallen en ze vertelt dat ze Lolli Poppi heet. Lambik neemt haar mee en laat een briefje achter voor haar moeder. Lambik repareert de pop van Lolli. Later blijkt dit popje het huis uit gelopen te zijn. De vrienden gaan op zoek. Dan zien allemaal moeders praten over diefstallen van poppen van hun dochtertjes. Lambik ziet opnieuw de luchtballon en hij vertelt wat er enkele nachten daarvoor is gebeurd toen hij dronken naar huis liep. Suske en Wiske lachen Lambik uit. Lolli wordt door Lambik naar huis gebracht. Tante Sidonia komt thuis, ze is te moe om naar de verhalen te luisteren en stuurt iedereen weg. 
De volgende dag gaan zien Suske en Wiske Lolli weer, met een levende pop. De levende pop wordt meegenomen door en man in een limousine, maar Treesje kan ontkomen en de wagen verongelukt. De man wordt met een ambulance weggebracht en Lambik brengt Lolli thuis. Als tante Sidonia thuiskomt is ze erg moe en valt op de bank in slaap. Wiske ontdekt dat Schanulleke verdwenen is en Suske ziet haar in de tuin. Als de kinderen buiten komen zien ze Schanulleke niet, maar Suske ziet dan nog de luchtballon wegvliegen. Suske en Wiske komen de volgende dag Lolli en haar popje weer tegen. Ze krijgen een briefje: Lolli is bang en wordt naar een plek gebracht waar veel kinderen zullen zijn.
Suske en Wiske volgen Lolli naar het stadspark en zien vele kinderen met hun pop of knuffeldier. De kinderen worden in de gondel van de luchtballon gelaten en de ballon vliegt weg voordat Suske en Wiske iets kunnen doen. Ze waarschuwen en Lambik en rijden naar het vliegveld en ze volgen de luchtballon. Ze zien een enorme spiegel in de wolken en de ballon vliegt door de spiegel en is weg. Lambik vliegt ook naar de spiegel, maar het vliegtuig vliegt dan te pletter. Suske en Wiske gaan met valschermen naar beneden en Lambik landt in een scherm en komt ook veilig beneden. Suske en Wiske gaan naar het ziekenhuis en horen dat de man van het ongeluk net wordt opgehaald, maar ze worden door een gangster tegengehouden. Jerom is terug van een korte vakantie en Suske en Wiske vertellen de mannen wat er is gebeurd. Wiske hoort ’s nachts geluiden en Schanulleke blijkt voor de deur te staan, maar tante Sidonia wil alleen slapen. Suske hoort wel het verhaal van Schanulleke, ze is met de ballon mee geweest. Suske en Wiske gaan de volgende dag naar het park en Wiske vertrouwd de persoon in de kapmantel niet, maar gaat toch mee met de ballon. In de lucht ziet Wiske dat Favorine onder de kapmantel zit, ze is de onthaalmoeder uit Toiland. Ze vliegen door de spiegel en zien een mooi kasteel met glijbanen in het speelgoedparadijs en de kinderen zijn er blij. Lambik en Jerom komen bij het grootste speelgoedbedrijf ter wereld en horen van een bewaker dat de jaarvergadering voor directieleden gehouden wordt. Lambik en Jerom doen zich voor als aannemer van feesten en ze dienen het eten op tijdens de vergadering. De president-directeur-generaal speelt een poppenkastspel en hoort dan van de man over de levende pop. Lambik en Jerom nemen hun pruiken af en ze verslaan de aanwezigen, maar de directeur blijkt alles vanaf een andere plek te regelen.
Suske en Wiske vertellen Lambik en Jerom over Favorine en horen wat er bij het speelgoedbedrijf is gebeurd. Suske en Wiske zullen met de ballon meereizen om de kinderen te beschermen en Lambik en Jerom zullen de vijand in de gaten houden. Bij de ballon komt een jongetje zonder pop, hij wordt toch door Wiske aan boord gelaten. Suske vertrouwt het ventje niet en ziet dat hij iedereen uithoort, Wiske ziet een zender en wordt bedreigd. De poppen Suske komen Wiske helpen en verslaan het ventje, hij wordt vastgebonden en bij het speelgoedbedrijf afgeleverd. De volgende dag komt een knokploeg bij de ballon, maar Jerom kan de mannen verslaan. Favorine wordt wel geraakt door een van de mannen en de boeven worden opnieuw afgeleverd bij het speelgoedbedrijf. Suske bestuurt de ballon en met moeite komen ze door de spiegel, waarna Favorine hersteld blijkt te zijn. Lambik en Jerom verkleden zich als kinderen en gaan naar professor Barabas. De volgende dag gaan beide aan boord van de ballon en ze blazen vliegtuigjes op als ze een helikopter ontdekken. Het luchtgevecht wordt op de grond gezien en ook tante Sidonia volgt de gebeurtenissen als ze terugloopt van haar werk. De helikopter wordt verslagen en stort neer in de vijver van het park, de politie rekent de boeven in. De ballon landt weer op aarde en Favorine haalt het leven uit de poppen weg. De ouders zijn dolblij hun kinderen te zien en Suske en Wiske rennen naar tante Sidonia. Een agent wil Favorine arresteren, maar ze legt uit dat ze de onthaalmoeder van Toiland is en de kinderen wilde beschermen tegen de gevaren van de straat. Als de ouders tijd voor hun kinderen hadden gehad, hadden ze wel over Toiland gehoord. De politie laat Favorine vrij en Favorine vertrekt met de luchtballon en spiegel naar landen waar de nood hoger is. Tante Sidonia gaat met haar vrienden naar huis en bakt taart.

## Trivia
- In dit album heeft Merho, striptekenaar van De Kiekeboes een cameo als een man die een kreeft eet in Sidonia's restaurant. De kreeft blijkt echter voor Marcel Kiekeboe te zijn bestemd die luidkeels vraagt: "Waar blijft mijn kreeft?!"